# Huening Kai
Kai Kamal Huening (카이 카말 휴닝), né le 14 août 2002 à Honolulu et connu sous le nom de Huening Kai (휴닝카이), est un chanteur et danseur faisant partie du groupe Tomorrow X Together, lancé en 2019.

## Biographie
Huening Kai est né à Honolulu à Hawai le 14 août 2002, il est le seul fils de  Nabil David Huening, un chanteur germano-américain, populaire en Chine et de  Jung Yeonju, une femme sud-coréenne. 
Il une sœur ainée Lea, ancienne membre du groupe VIVA et aujourd'hui mannequin, ainsi qu'une sœur cadette Huening Bahiyyih, qui fait partie du groupe Kep1er.
A cause du travail de son père, il grandit dans plusieurs pays du monde comme en Chine ou en Corée.
Sous l'influence de son père, il se passionne rapidement pour la musique. Au collège, il crée avec quelques amis un groupe de musique. 
Avec sa soeur Lea, ils participent à plusieurs émissions qu'ils loupent. Cependant, lors de l'une d'elle, il est repéré par un recruteur de Big Hit music, qui le fait entrer dans l'agence en juin 2016,.

## Carrière

### Depuis 2019: débuts avec TXT
Huening Kai est le troisième membre du groupe présenté le 16 janvier 2019. 
Tomorrow X Together font leur débuts le 4 mars 2019, avec le mini-album The Dream Chapter: Star. Cet album bat de nombreux records comme le groupe remportant le plus rapidement un prix après leurs débuts (8 jours), nombre d'exemplaires vendus pour un groupe rookies ou nombres de vues sur YouTube.
En 2021, il a présenté le music Bank, lors d'une émission spéciale.
En juin 2024, il lance sur YouTube la web-serie HueningKai Wants to Start a Band.
Il a présenté avec Taehyun l'émission de radio Listen sur EBS Radio.
Il a aussi contribué au single "Can't Stop" avec son camarade Taehyun, OST du drama Brewing Love, sorti le 18 novembre.